# Campoo de Enmedio
Campoo de Enmedio – gmina w Hiszpanii, w prowincji Kantabria, w Kantabrii, o powierzchni 91,05 km². W 2011 roku gmina liczyła 3798 mieszkańców.